# دوازدهمین جشنواره بین‌المللی فیلم ونیز
دوازدهمین جشنواره بین‌المللی فیلم ونیز (انگلیسی: 12th Venice International Film Festival) جشنواره فیلم ونیز از ۲۰ اوت تا ۱۰ سپتامبر ۱۹۵۱ برگزار شد.

## در مسابقه
| عنوان انگلیسی                    | عنوان اصلی                       | کارگردان                                  | کشور تولید‌کننده |
| -------------------------------- | -------------------------------- | ----------------------------------------- | --------------- |
| آلیس در سرزمین عجایب (فیلم ۱۹۵۱) | آلیس در سرزمین عجایب (فیلم ۱۹۵۱) | کلاید جرونیمی، ویلفرد جکسون، همیلتون لاسک | ایالت متحده     |
| تک‌خال در حفره                    | تک‌خال در حفره                    | بیلی وایلدر                               | ایالت متحده     |
| راشومون (فیلم)                   | 羅生門 (Rashōmon)                | آکیرا کوروساوا                            | ژاپن            |
| چشم‌وگوش‌بسته (فیلم ۱۹۵۰)          | چشم‌وگوش‌بسته (فیلم ۱۹۵۰)          | جرج کیوکر                                 | ایالت متحده     |
| Fourteen Hours                   | Fourteen Hours                   | هنری هاتاوی                               | ایالت متحده     |
| خاطرات یک کشیش روستا             | Journal d'un curé de campagne    | روبر برسون                                | فرانسه          |
| تبهکاران لاوندر هیل              | تبهکاران لاوندر هیل              | چارلز کریچتون                             | بریتانیا        |
| قتل در کلیسا (فیلم)              | قتل در کلیسا (فیلم)              | جورج هلرینگ                               | بریتانیا        |
| The Night Is My Kingdom          | La Nuit est mon royaume          | ژرژ لاکومب (کارگردان)                     | فرانسه          |
| رود (فیلم ۱۹۵۱)                  | Le Fleuve                        | ژان رنوآر                                 | فرانسه          |
| اتوبوسی به نام هوس (فیلم ۱۹۵۱)   | اتوبوسی به نام هوس (فیلم ۱۹۵۱)   | الیا کازان                                | ایالت متحده     |
| ترزا (فیلم ۱۹۵۱)                 | ترزا (فیلم ۱۹۵۱)                 | فرد زینمان                                | ایالت متحده     |

## جوایز
- شیر طلایی
  - بهترین فیلم - راشومون (فیلم) (آکیرا کوروساوا)
- بهترین فیلم ایتالیایی
  - چهار راه خروج (پیترو جرمی)
- جایزه بزرگ هیئت داوران (جشنواره فیلم ونیز)
  - اتوبوسی به نام هوس (فیلم ۱۹۵۱) (الیا کازان)
- جشنواره فیلم ونیز
  - بهترین بازیگر مرد - ژان گابن (The Night Is My Kingdom)
  - بهترین بازیگر زن - ویوین لی (اتوبوسی به نام هوس (فیلم ۱۹۵۱))
- اوسلای طلایی
  - بهترین فیلمنامه اورجینال - تی. ئی. بی. کلارک (تبهکاران لاوندر هیل)
  - بهترین فیلمبرداری - Léonce-Henri Burel (خاطرات یک کشیش روستا)
  - بهترین موسیقی اورجینال - هوگو فریدهوفر (تک‌خال در حفره)
- جایزه بین المللی
  - خاطرات یک کشیش روستا (روبر برسون)
  - رود (فیلم ۱۹۵۱) (ژان رنوآر)
  - تک‌خال در حفره (بیلی وایلدر)
- جایزه OCIC
  - خاطرات یک کشیش روستا (روبر برسون)
- جایزه منتقدان فیلم ایتالیا
  - راشومون (فیلم) (آکیرا کوروساوا)
  - خاطرات یک کشیش روستا (روبر برسون)
- جایزه ویژه
  - قتل در کلیسا (فیلم) (پیتر استراوسفلد) (برای بهترین طراحی تولید)